# Субјединична вакцина
Субјединична вакцина или антигенска вакцина је врста вакцина које се састоје од појединих структурних компоненти (антигена) микроорганизама или њихових продуката (токсина), који код вакцинисаних особа могу да изазову протективан имунски одговор, тако што индукују продукцију неутралишућих антитела.

## Општа начела
Како се ове вакцине састоје од појединачних антигена, оне се још зову и антигенске и понекад се сврставају у мртве вакцине. 
Антигени који се налазе у вакцинама добијају се из патогена, изолацијом и пречишћавањем њихових производа, или што је све чешћи случај, синтетичким путем помоћу технике рекомбинантне ДНК (генетским инжењерингом), као рекомбинантни протеини које продукују ћелије квасница. У начелу ради се о површинским антигенима (типично протеинима) који су важни за прилепљивање вируса или бактерије за ћелије домаћина или антигенима полисахаридне капсуле код инкапсулираних бактерија. 

## Примена
Примери ових вакцина су:
Субјединична вакцина против инфлуенце (која садржи хемаглутинин и неураминидаза) и полисахаридна вакцина против пнеумокока и менингокока.  
У субјединичне вакцине спадају и вакцине против болести које су посредоване токсинима, као што су тетанус и дифтерија. Ове вакцине не садрже бактерије изазиваче, већ само токсоид, инактивисани бактеријске токсине који је измењен хемијским путем тако и тиме је изгубио токсичност, али је задржао своје антигенске особине и имуногеност. Слична овој вакцини, је ацелуларна вакцина против великог кашља, која садржи и токсоид (измењени пертусис токсин) и најмање један површински антиген изазивача великог кашља.
Посебан тип субјединичних вакцина су вакцине против вируса хепатитиса Б (ХБВ) и хуманих папилома вируса (ХПВ). У оба вакцине ради се о рекомбинантним вирусним протеинима (ХбсАг за ХБВ и Л1 протеин за ХПВ), који имају тенденцију да се спонтано повезују и формирају честице налик на вирусе (енгл. virus-like particles – VLP) које нису инфективне, али имају већу имуногеност од појединачних протеина. 
Субјединичне вакцине су стабилне и још безбедније од инактивисаних (нарочито оне које садрже рекомбинантне протеине), али због њихове слабе имуногености (која је обично мања од одговарајућих инактивисаних вакцина), морају да се примене у вишеструким дозама заједно са адјувансом..